# Pauvrophobie

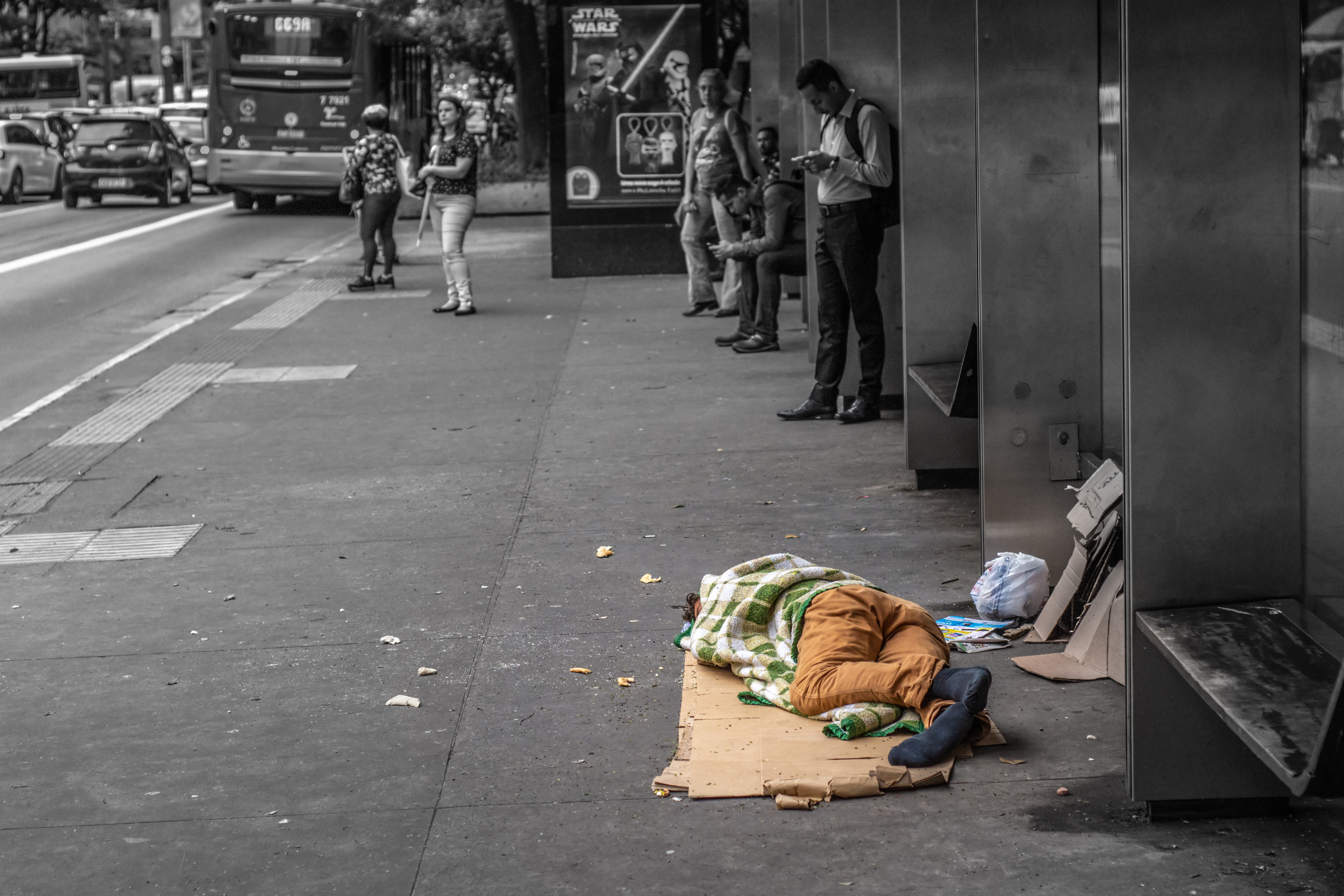
Personne sans domicile fixe dormant dans la rue.

La pauvrophobie ou aporophobie est une attitude d’hostilité, plus ou moins visible, à l’égard des personnes qui vivent la pauvreté ou la précarité. Elle se compose notamment d’un ensemble de préjugés et d’idées reçues. Elle peut avoir un effet sur les relations entre individus ainsi que sur les relations entre individus et institutions, menant notamment à différentes formes de discriminations et à la mise en place de politiques basées sur une image tronquée de la pauvreté.

## Origine
Le mot a été inventé par l'Espagnole Adela Cortina, et traduit par l’association ATD Quart Monde en 2016 en France. À la suite de l’adoption par l’Assemblée nationale française le 24 juin 2016 du critère de discrimination pour précarité sociale, ATD Quart Monde lance une campagne pour trouver un nom pour ce phénomène et le terme « pauvrophobie » est choisi parmi d’autres (misérophobie, paupérophobie, pauvrisme, classisme et ptochophobie). L’Académie Française a écrit « qu’il n’y a pas de terme équivalent à raciste ou homophobe pour désigner des préjugés de classe ».
En Belgique, prolongeant le travail d’ATD Quart Monde, le Forum-Bruxelles contre les inégalités a également publié une « Petite encyclopédie des idées reçues sur la pauvreté » reprenant 85 idées reçues sur la pauvreté en général et dans le contexte belgo-bruxellois en particulier, dans l'esprit du travail réalisé par ATD Quart Monde avec la publication de l'ouvrage En finir avec les idées fausses sur les pauvres et la pauvreté en 2013, 2014 et 2016.
Un équivalent du terme « pauvrophobie » existe depuis les années 1990 en Espagne ; il s'agit du concept d'« aporophobie », inventé par la philosophe Adela Cortina.

## Conséquences
La pauvrophobie comprend un ensemble de préjugés sur les pauvres : « Les chômeurs sont des fainéants, les pauvres sont des fraudeurs », mais également à propos de la pauvreté et de ses origines « quand on veut, on peut », « il y a du travail pour tout le monde, qui cherche trouve ».
Ces préjugés se retrouvent chez tout un chacun et peuvent affecter les relations entre personnes mais également entre personnes et institutions (police, justice, santé, services sociaux…).
En donnant une image tronquée de la pauvreté, de ses causes et de ses conséquences, les idées reçues ne permettent pas de problématiser celle-ci de manière pertinente afin de lui apporter une solution.
Ces préjugés, puisque basés sur un groupe social entier « les pauvres », mènent aux stéréotypes. Ces préjugés et stéréotypes, s’ils sont associés à des émotions comme la peur ou la haine et s’ils sont répétés dans la société, deviennent des phobies qui engendrent un clivage et une naturalisation des représentations et donc de la discrimination.
La pauvrophobie est donc une discrimination envers la précarité sociale. Elle implique des représentations, des croyances, des idéologies ou des pratiques à caractère hostile ou rejetant basées sur la situation socio-économique des individus les moins fortunés de la société.
Selon certains philosophes comme Adela Cortina, il existe seulement le racisme et la xénophobie contre ceux qui sont perçus comme pauvres. Habituellement, les étrangers riches ne sont pas rejetés. Pour cette raison, elle considère l’aporophobie comme la principale source de rejet social.

## Classification
Le sociologue français Serge Paugam, s’interrogeant sur les préjugés vis-à-vis des pauvres et de la pauvreté, plus particulièrement parmi les classes sociales les plus aisées, propose trois grandes familles de préjugés négatifs.
- Des préjugés qui tracent une frontière entre « eux » et « nous ».
- Des préjugés qui relèvent de formes de répulsion physique, liés à des peurs de la violence ou de la maladie.
- Des préjugés qui rationalisent et légitiment la pauvreté, et tendent à neutraliser la compassion spontanée et les solidarités organisées.

Comme l’indique Thomas Lemaigre, ces préjugés se renforcent et font apparaître une image de la pauvreté « comme un phénomène inné, naturel, donc universel et indépassable ». Cela permet notamment de corroborer un discours qui réduit la pauvreté à des problèmes individuels et responsabilise, voire culpabilise les individus de leur situation.

## Dans le débat public
Lors de la campagne des élections européennes de 2024, Marie Toussaint, tête de liste pour Europe Écologie Les Verts, appelle à lutter contre la « pauvrophobie d'État » et défend la création d’un « droit de véto social » au niveau européen, qui ferait en sorte qu’aucune mesure votée dans l’Union européenne « ne puisse dégrader les conditions de vies des plus précaires » : Marianne y voit « un concept flou, qui remplace la substance politique de la lutte des classes par la charité et la bienveillance ».